# Arminius Hasemann

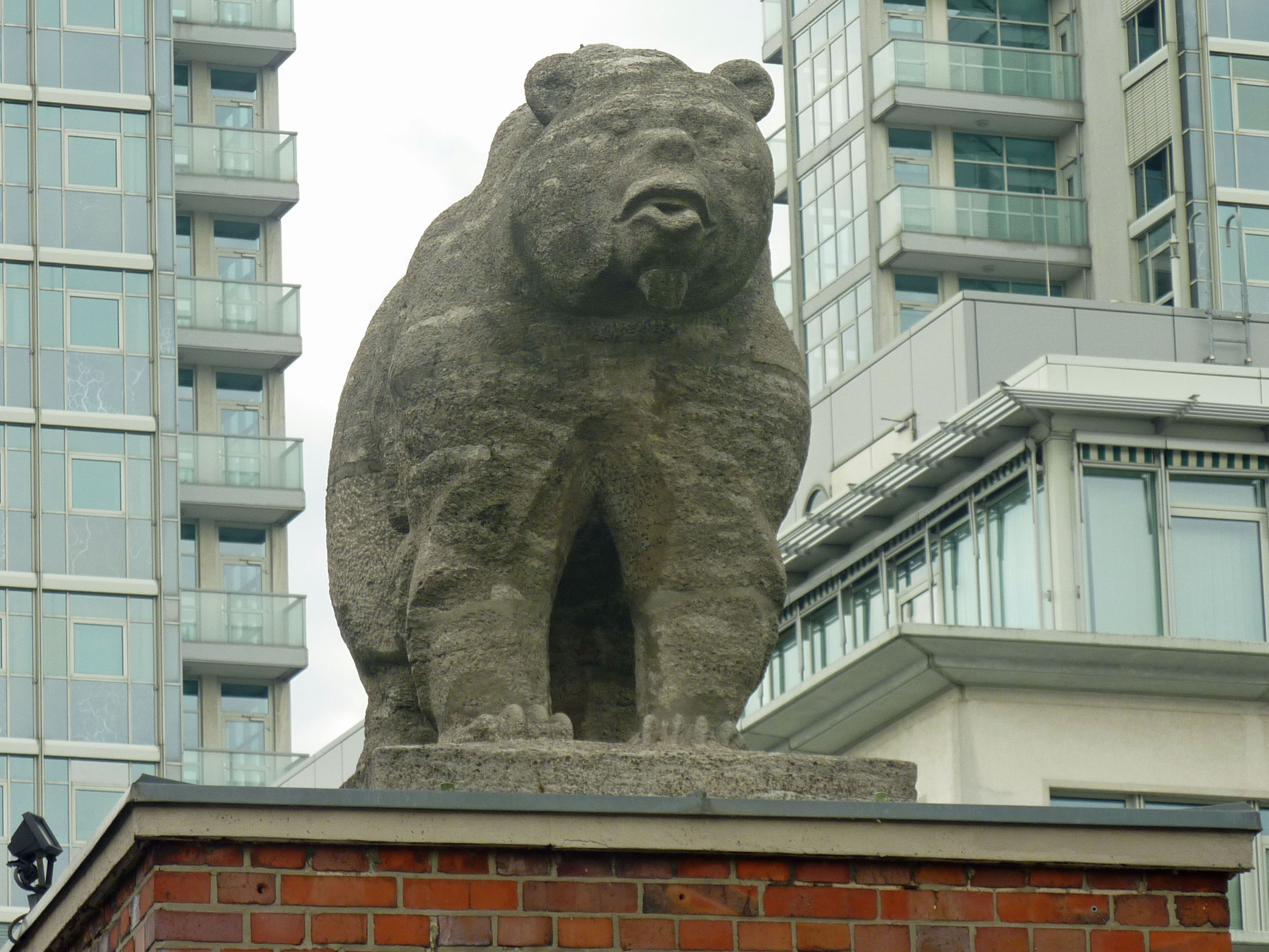
Der Bär, Portal des ehemaligen Busbetriebshofs der Allgemeinen Berliner Omnibus AG (ABOAG), heute Arena Berlin, Berlin-Treptow, Sandstein und Kunststein

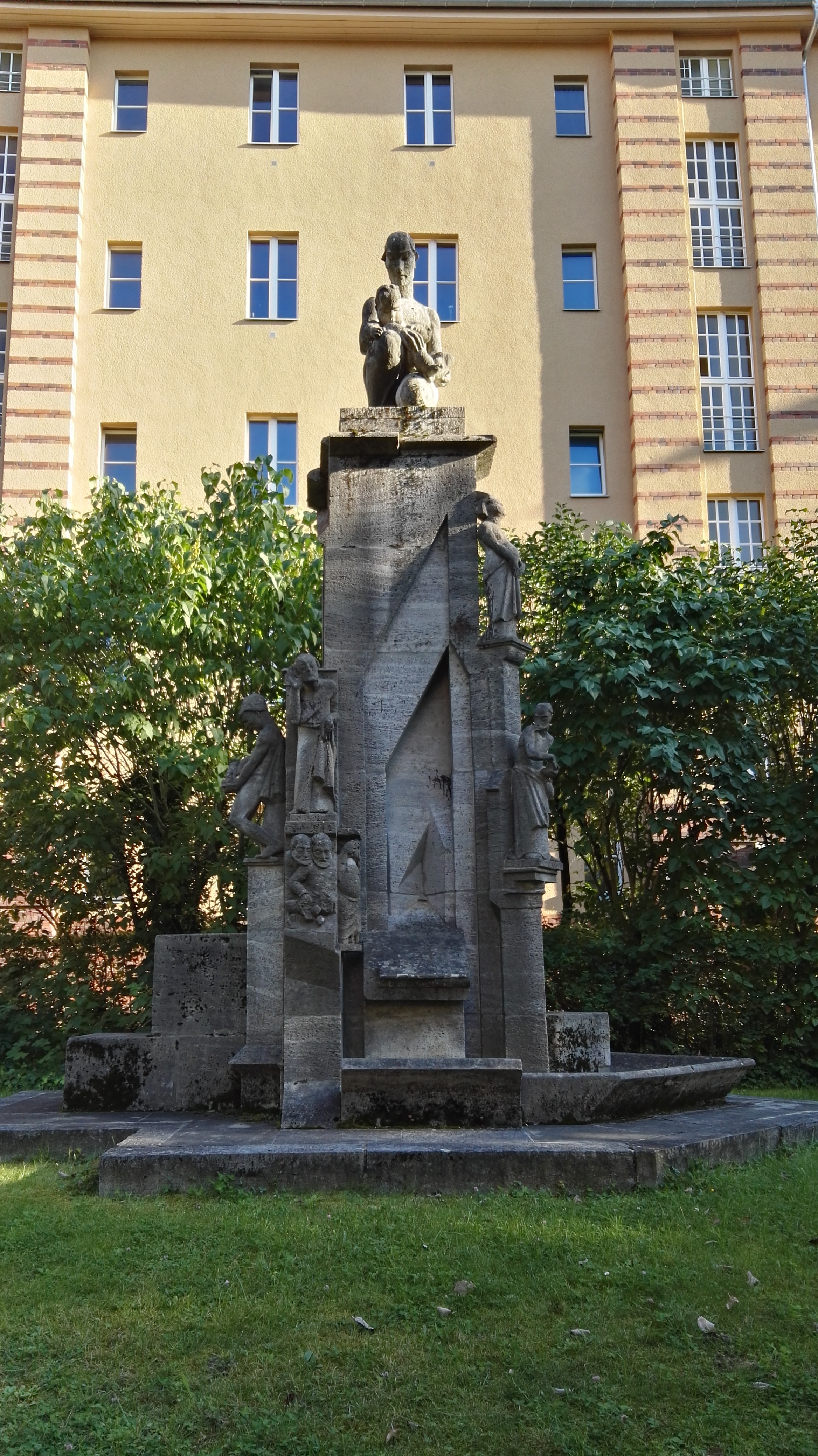
Mutter-Kind-Brunnen, Wohnanlage Geisenheimer/Laubacher/Rauenthaler Straße, Muschelkalk

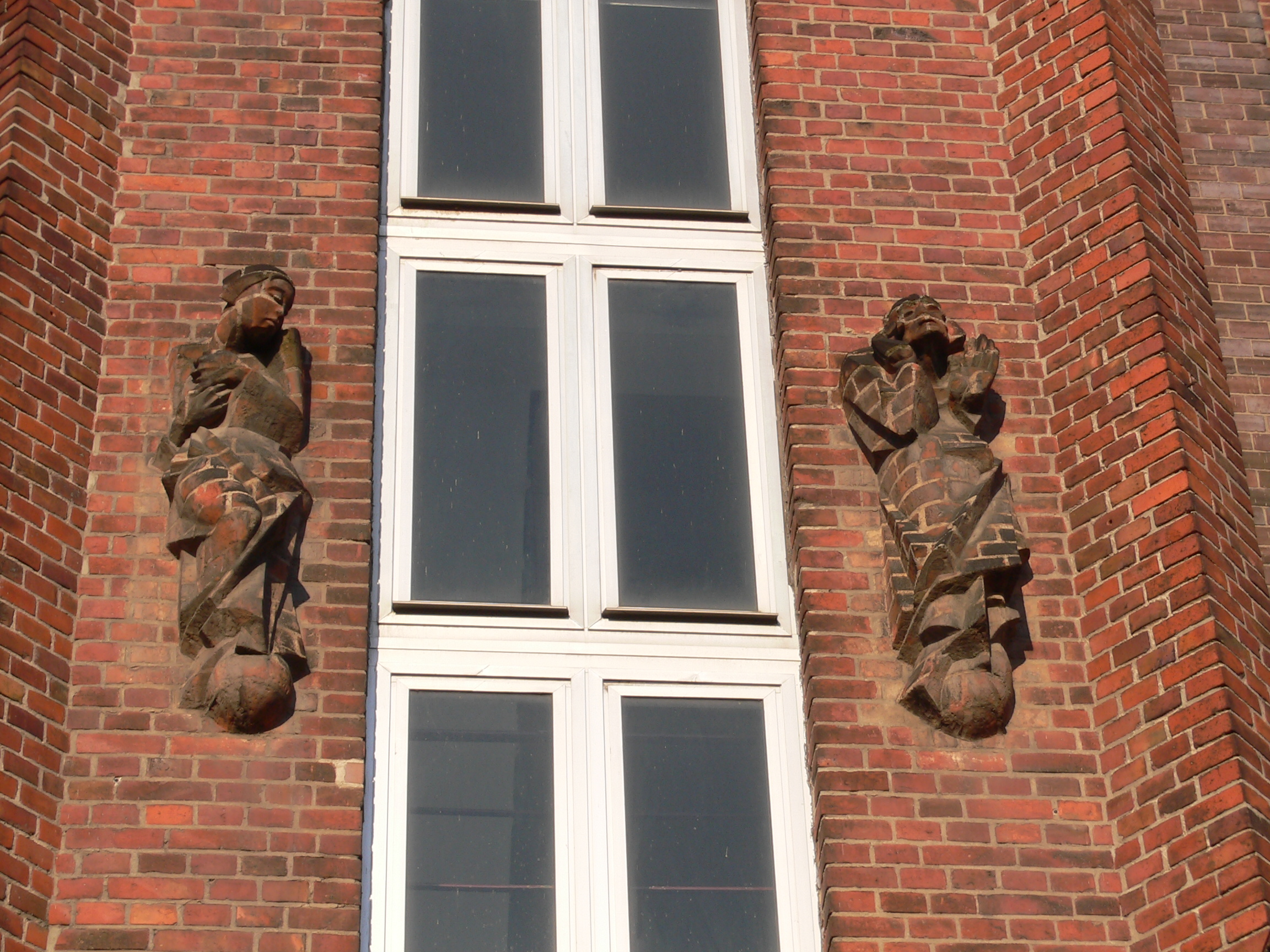
Figürliche Reliefs am Busbetriebshof der ABOAG, Klinker

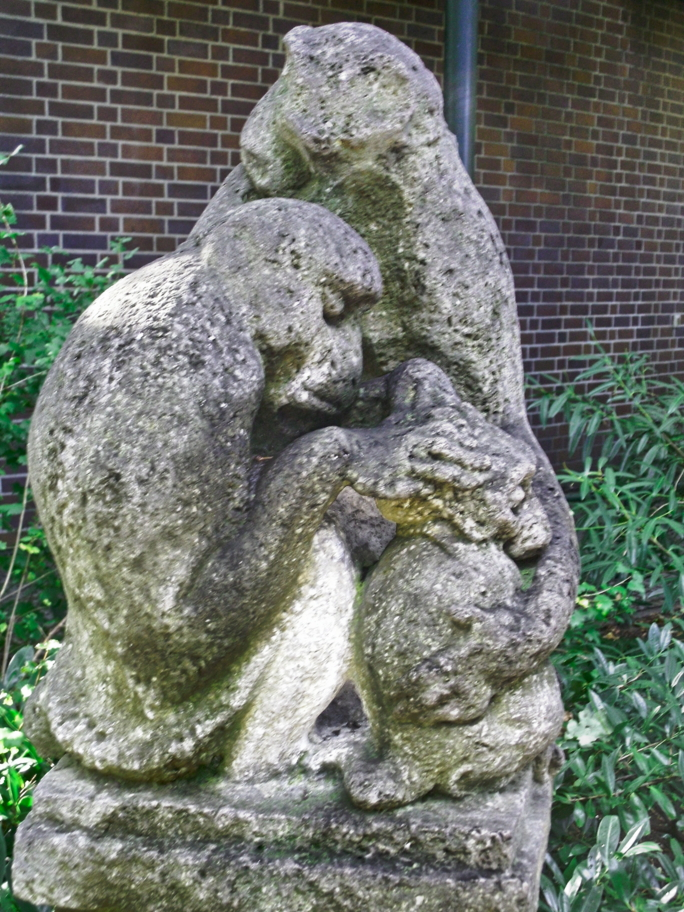
Affengruppe entstanden nach 1922, 1979 dem Berliner Zoo geschenkt, Sandstein

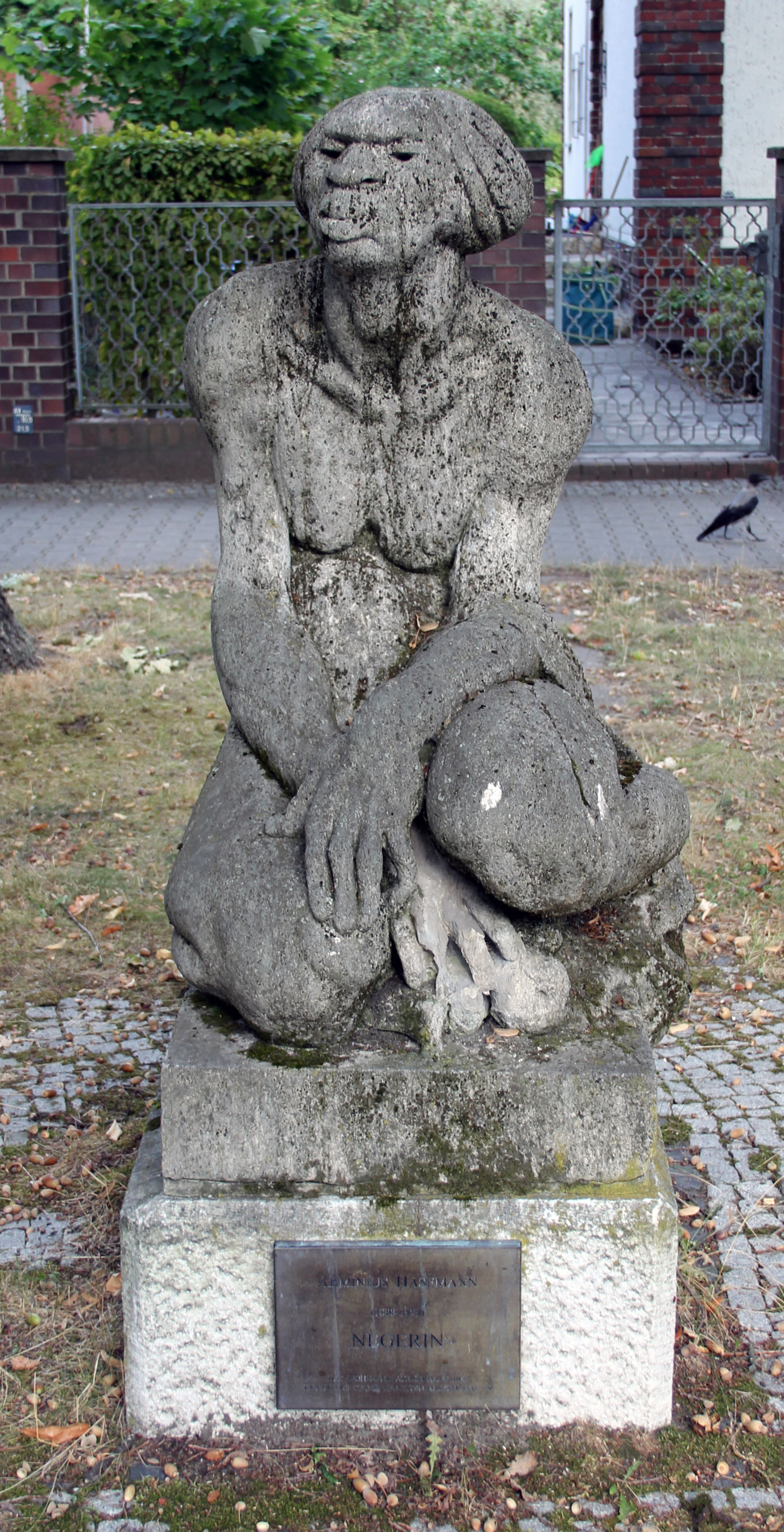
Hockende Negerin, Muschelkalk, Leuchtenburgstraße (Zustand 2018)

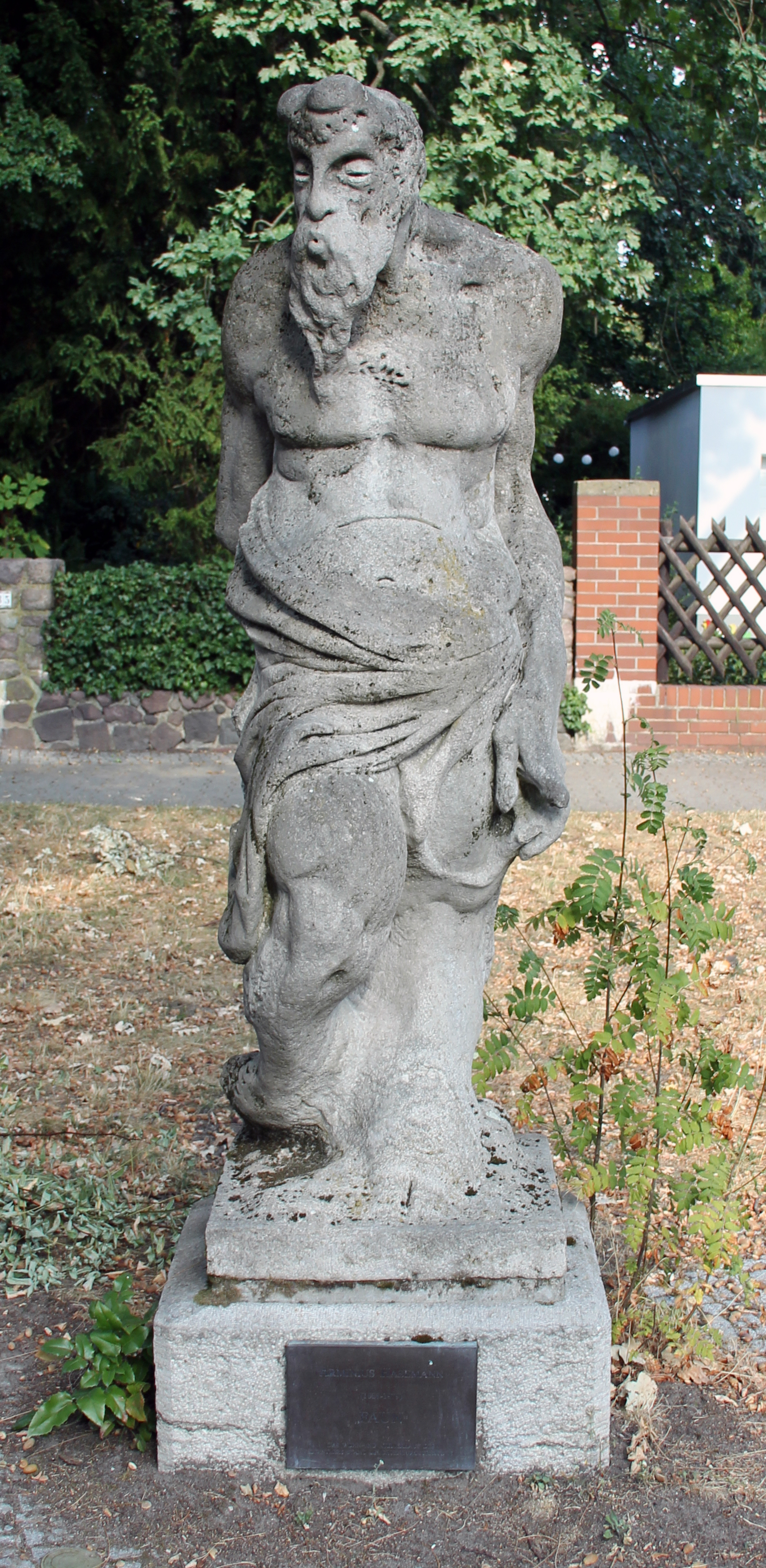
Stehender Faun, Muschelkalk

Arminius Hasemann (* 6. September 1888 in Berlin; † 20. August 1979 ebenda) war ein deutscher Bildhauer und Graphiker.

## Leben
Arminius Hasemann, Sohn eines Berliner Messinstrumentenbauers, wuchs teils in der Gegend um die Berliner Nikolaikirche, teils im ländlichen Zehlendorf auf und erwarb in einem Internat bei Filehne in der Provinz Posen das Einjährige. Danach belegte er von 1906 bis 1908 an der Unterrichtsanstalt des Kunstgewerbemuseums Berlin die Fächer Stein- und Holzbildhauerei. Danach studierte er ein Jahr bei Hermann Volz an der Großherzoglich Badische Kunstschule in Karlsruhe und von 1910 bis 1912 an Hochschule der bildenden Künste in Charlottenburg bei Gerhard Janensch. Das Studium der Bildhauerei und Graphik begleiteten Aufenthalte bei seinem Onkel, dem Maler Wilhelm Hasemann in Gutach, in Florenz und Carrara. Die jährliche Ausstellung der Berliner Secession zeigte 1912 zwei Marmorköpfe Hasemanns, Condottiere und Narr.
Die folgenden zwei Jahre verlebte Hasemann auf Reisen. Als Wandermusikant bereiste er mit zwei Violinisten die Schweiz und fuhr über Genua nach Ceuta. Eine Fußwanderung von Gibraltar durch Südspanien endete in Barcelona. Erste künstlerische Erfolge erlaubten weitere Reisen. Der Ausbruch des Ersten Weltkriegs überraschte Hasemann in Paris. Er kehrte nach Deutschland zurück und nahm am Krieg als Frontsoldat teil. Während des Krieges erschien der Ertrag der Reisen unter dem Titel Himmel und Hölle auf der Landstraße mit 42 Holzschnitten. Das Werk erreichte bis 1922 vier Auflagen und machte Hasemann berühmt.

„Ein eminent ausdrucksvoller mit höchst prägnanten Mitteln arbeitender, echt holzschnittmäßiger Stil einigt sich … mit quellender Phantasie der Erfindung und der scharfen Beobachtung eines genialen Bohémientums und zu z. T. ganz rein abgeklärten künstlerischen Wirkungen.“

Eine der 1920 erschienenen Mappen Der Zirkus mit 20 originalen Holzschnitten liegt heute in den Fine Arts Museums of San Francisco. Nach dem Krieg interessierten Hasemann neben der Graphik plastische Arbeiten im öffentlichen Raum. Hasemann entwickelte seinen Stil aus einer Synthese von Expressionismus und Art déco. Beispielhaft sind der Mutter- und Kind-Brunnen in der Künstlerkolonie Berlin und die in Zusammenarbeit mit dem Architekten Franz Ahrens entstandenen Bildhauerarbeiten für den Busbetriebshof der ABOAG in Berlin-Treptow, seit 1995 Arena Berlin. Befreundet war Hasemann mit dem Berliner Bauunternehmer Adolf Sommerfeld, dessen Vater er Anfang der 1920er Jahre in einer Bronzebüste porträtiert hatte, und für dessen Firma er 1930 das Logo entwarf. Hasemanns künstlerische Originalität ließ ab etwa 1930 nach.
Zum 1. Dezember 1932 trat Hasemann der NSDAP bei (Mitgliedsnummer 1.398.488). Nach der Machtergreifung Hitlers „organisierte“ er als Kulturwart, einer Parteifunktion auf unterster Ebene, angetan mit Dienstmütze und Waffe, im Bereich der NSDAP-Ortsgruppe Zehlendorf die Künstlerschaft, wo er im Hause seines Vaters lebte und arbeitete. Öffentliche Aufträge erhielt Hasemann in der Zeit des Nationalsozialismus jedoch kaum. Obwohl er seine expressionistischen Werke bei Bewerbungen verschwieg, gelang es ihm nicht, seinen jetzt verfemten Stil zu verleugnen und er verarmte. 1943 war er mit einer Porträt-Büste des Komponisten Herms Niel auf der Großen Deutschen Kunstausstellung in München vertreten.
Von Hasemanns wenigen Werken aus der NS-Zeit ist keines erhalten, entweder infolge von Kriegseinwirkungen oder weil seine Bronzebildwerke anlässlich der Metallspende des deutschen Volkes ab 1940 eingeschmolzen wurden.
Gegen Ende des Zweiten Weltkriegs eingezogen, geriet Hasemann bei Berlin in sowjetische Kriegsgefangenschaft. Aus dieser heraus gelangte er 1946 in eine führende Stelle im Baustab zur Errichtung des sowjetischen Ehrenmals im Treptower Park. Nach dessen Fertigstellung im Mai 1949 beschäftigte ihn Richard Paulick ab 1950 beim Wiederaufbau der Deutschen Staatsoper Unter den Linden in Ost-Berlin. Die Statuen auf der Attika des Gebäudes entwarf Hasemann. Der aus britischem Exil nach Deutschland zurückgekehrte Adolf Sommerfeld ließ sich Anfang der 1950er Jahre von ihm in einer Bronzebüste porträtieren.
In West-Berlin, wo sich nach der Spaltung Berlins im Jahr 1948 sein Wohn- und Atelierhaus befand, verschwieg Hasemann gegenüber öffentlichen Auftraggebern in Lebensläufen die Jahre von 1933 bis 1945 und auch sein Wirken für die Sowjetarmee. Als 1965 die Gewerkschaft ÖTV eine Gedenktafel am Sterbehaus des SPD-Vorsitzenden und Reichspräsidenten Friedrich Ebert in der Joachimsthaler Straße in Berlin wünschte, verschaffte sich Hasemann den Auftrag, den von ihm einstmals so geschmähten Politiker mit einem Spätwerk zu ehren. Die Tafel ziert heute das Archivgebäude der Friedrich-Ebert-Stiftung in Bonn.
Im Alter wurde Hasemann, der von einer DDR-Rente lebte, zum Sonderling. Kurz vor seinem Tod im Jahr 1979 vermachte er dem Berliner Zoologischen Garten die Sandsteinskulptur Affengruppe, die vor dem Tropenhaus aufgestellt wurde. Wenig später starb Hasemanns Frau. Nach und nach plünderten Einbrecher das zur Ruine gewordene Haus, etwa um die Mitte der 1980er Jahre wurde es abgerissen und das Grundstück geräumt. Das Bezirksamt Zehlendorf stellte auf Initiative von ehemaligen Nachbarn und Freunden Hasemanns zwei dabei aufgefundene Freiplastiken, die Hasemann mit den Arbeitstiteln Faun und Negerin versehen hatte, auf dem gegenüberliegenden Grünstreifen vor dem Grundstück Leuchtenburgstraße 18 auf, und lagerte zahlreiche, auch großformatige, Gipsmodelle Hasemanns ein.

## Nachleben
2007 zeigte die Kunsthalle Recklinghausen in der Ausstellung Zum Sterben schön! Der Tod in der Kunst des 20. Jahrhunderts Werke Hasemanns zusammen mit solchen von Joseph Beuys, Käthe Kollwitz und Andy Warhol. Hasemanns Grab auf dem Friedhof Zehlendorf war inzwischen eingeebnet.
Im Mai 2019 beantragte die Fraktion Bündnis 90/Die Grünen in der Bezirksverordnetenversammlung (BV) von Steglitz-Zehlendorf die Entfernung der Plastik Hockende Negerin und schlug vor, sie dem Ethnologischen Museum zu übergeben. Ihr kulturpolitischer Sprecher Carsten Berger begründete das Vorhaben: Die schwarze Frau sei „nackt, affenartig und einfältig“ dargestellt und „stark geeignet, rassistische Stereotypen zu transportieren“. Berger erinnerte an Hasemanns Tätigkeit als Kulturwart der NSDAP ab „1932“ und sagte, dass dieser „nach dem Krieg Anklang und bezahlte Beschäftigung beim SED-Regime fand“. Daher „rechtfertige“ weder „die Skulptur noch die künstlerische Vita Hasemanns ihre Ausstellung und Würdigung“. Dem widersprach die Kunsthistorikerin Susanne Kähler. Die Skulptur aus den 1920er Jahren stelle in der Auffassung des Art déco „in realistischer Art und Weise [eine] ältere, muskulöse, aber gleichzeitig ausgemergelte schwarze Frau“ dar, bekleidet mit einem über den Schultern hängenden Überwurf, deren Blick „stolz erhoben“ sei. Hasemann habe die Afrikanerin „in sehr eigenwilliger Form wiedergegeben“, wobei Kähler auf die „für die Kunst der 1920er Jahre nicht untypische, aus heutiger Sicht rassistische Tendenz“ hinwies. Die Skulptur sei „in ihren bildhauerischen Qualitäten als außergewöhnlich zu bezeichnen“. Die BV folgte im Mai 2020 dem Antrag der Grünen.
Bevor der Antrag verwirklicht werden konnte, schlugen im Juni 2020 in der Leuchtenburgstraße unbekannte Täter der Figur, nach Zeugenaussage mit einem Baseballschläger, den Kopf ab und beschmierten sie mit Farbe. Der abgeschlagene und von der alarmierten Polizei nicht gesicherte Kopf ist seither verschwunden. Zur daraufhin von der Kuratorin der Dauerausstellung „Enthüllt“ in der Spandauer Zitadelle angekündigten Präsentation der beschädigten Figur kam es bisher nicht.

## Werke

### Holzschnittbände und -mappen
- Himmel und Hölle auf der Landstraße. Mit 41 (24 ganzseitigen) Original-Holzschnitten. Behr, Berlin / Leipzig 1915. 28 × 21 cm. Illustrierter Original-Pappband. VIII, 118 Seiten
- Der Zirkus. 20 Holzschnitte. Mit Geleitwort von Karl August Meißinger. Behr und Feddersen, Berlin / Leipzig 1920
- Eros Thanatos, ein Totentanz. 12 Holzschnitte. R. Seitz, Berlin 1921.
- Don Quijote von der Mancha. 20 Holzschnitte. Berlin 1922.

### Holzschnitte aus den Jahren 1912–1914
- Zigeunermädchen
- Abschied von den Frauen
- Der Karrner
- Die Philosophen der Landstraße
- Tippelbruders Abschied
- Der Tod auf der Landstraße
- Kokotten am Kai von Luzern
- Sturm im Mittelländischen Meer
- Araber, Spanier und Jude in Melilla
- Am wüsten Strande von Andalusien
- Fonda bei Sonnenuntergang
- Eselsritt durch Kaktushecken

### Berliner Kunstwerke im Öffentlichen Raum
- 1922: Affengruppe in Berlin-Tiergarten, Zoogelände, Skulptur aus Sandstein
- 1927/1938: Acht Klinkerfiguren, darunter Schaffner und Schaffnerin in Berlin-Treptow
- 1927/1938: Bär in Berlin-Treptow, Torplastik aus Muschelkalkstein und Kunststein[17]
- Um 1927: Brunnen und Portalfigur am Gemeindehaus der Kirche Zur Heimat in Berlin-Zehlendorf[18]
- Um 1928: Mutter- und Kindbrunnen in Berlin-Wilmersdorf, Rauenthaler Straße, Skulptur aus Muschelkalkstein
- Statuen auf der Deutschen Staatsoper in Berlin-Mitte
- Sitzender Pan im Heinrich-Lassen-Park in Berlin-Schöneberg[19]
- Aufgestellt um 1985 gegenüber seinem ehemaligen Haus in der Leuchtenburgstraße, Zehlendorf, die Muschelkalkfiguren: Hockende Negerin und Stehender Faun[20]

### Sonstige
- um 1930: Vertrauen, Berlin, Skulpturengruppe aus Teak, geölt, 4 Stück
- 1965: Gedenktafel für Friedrich Ebert, Bronze, Bonn, Friedrich-Ebert-Stiftung